# Тростенець (річка)
Тростене́ць — річка в Україні, у Рахівському районі Закарпатської області, права притока Чорної Тиси (басейн Дунаю).

## Опис
Довжина річки приблизно 6 км. Формується з багатьох безіменних струмків.

## Розташування
Бере початок на висоті 1410 метрів на південно-східному схилу гірської вершини Стара. Тече переважно на південний схід через Карпатський біосферний заповідник «Свидовецький масив» і на північно-східній стороні від села Тростенець впадає у річку Чорну Тису, праву притоку Тиси. 
Річку перетинає автомобільна дорога Н09.